# 电子世界
《电子世界》是一部由中国科学技术协会主管、中国电子学会主办、世界杂志杂志社编辑出版的一本电子、通信和计算机信息科技期刊，创办于1979年，创办之初为月刊，封面、封底均为彩色，售价0.22元人民币。
2014年，该杂志曾因违规被勒令停刊整顿。